# Ross Thomas
Pour les articles homonymes, voir Thomas.
Ross Thomas (né le 19 février 1926 à Oklahoma City - décédé le 18 décembre 1995 à Santa Monica) est un auteur américain de romans policiers, qui publie aussi sous le pseudonyme de Oliver Bleeck.

## Biographie
Avant de publier des romans, Ross Thomas est journaliste au Daily Oklahoman, puis combat durant la Seconde Guerre mondiale aux Philippines. Démobilisé, il travaille dans les relations publiques (pour un syndicat agricole américain puis pour un chef nigérian), le journalisme (correspondant à Bonn) et la politique : il est même conseiller pour la présidence des États-Unis de 1964 à 1966.
Les romans de Ross Thomas ont un style aussi énergique que lapidaire, des dialogues pleins de punch, des intrigues solides et des personnages hauts en couleur. Spécialiste du thriller politique à ses débuts, son style s'affirme sur le tard. Ses personnages se font alors grinçants, ses intrigues se concentrent sur l'arnaque, ce qui emporte notamment l'adhésion de Jean-Patrick Manchette, qui traduira en français plusieurs de ses dernières œuvres.

## Œuvre

### Romans
- The Cold War Swap ou Spy in Vodka (1966), prix Edgar 1967 du meilleur premier roman Publié en français sous le titre Un petit coup de main, traduit par Chantal Wourgaft, Série noire no 1138, 1967
- Cast a Yellow Shadow (1967) Publié en français sous le titre Suicidez-moi !, traduit par André Bénat, Série noire no 1198, 1968
- The Seersucker Whipsaw (1967)
- Singapore Wink (1969)
- The Brass Go-Between, sous le pseudonyme d'Oliver Bleeck (1969) Publié en français sous le titre Chien de métier, Série noire no 1357, 1970
- The Fools in Town are on Our Side (1970)
- The Backup Men (1971) Publié en français sous le titre Du sang sur la planche, traduit par Alain Chataignier, Série noire no 1500, 1972
- Protocol for a Kidnapping, sous le pseudonyme d'Oliver Bleeck (1971)
- The Procane Chronicle ou St. Ives, sous le pseudonyme d'Oliver Bleeck  (1971) Publié en français sous le titre Confidences mortelles, traduit  par Simone Hilling, Série noire no 1518, 1972
- The Porkchoppers (1972)
- If You Can't Be Good (1973) Publié en français sous le titre Haro sur le sénateur, traduit par Rosine Fitzgerald, Série noire no 1654, 1974
- The Highbinders, sous le pseudonyme d'Oliver Bleeck (1973)
- The Money Harvest (1975)
- Yellow Dog Contract (1976) Publié en français sous le titre Du sang dans les urnes, traduit par Alain Châtaignier, Super noire no 66, 1977
- No Questions Asked, sous le pseudonyme d'Oliver Bleeck (1976) Publié en français sous le titre L'Entremetteur, traduit par Rosine Fitzgerald, Super noire no 61, 1977
- Chinaman's Chance (1978) Publié en français sous le titre Zigzag, traduit par Patrick Raynal, Sonatine +, 2016
- The Eighth Dwarf (1979)
- The Mordida Man (1981) Publié en français sous le titre Au doigt et à l'oreille, traduit par G.A. Louedec, Série noire no 1869, 1982
- Briarpatch (1984), prix Edgar 1985 du meilleur roman Publié en français sous le titre Ondes de choc, traduit par Maurice Tassart, Série noire no 2047, 1984
- Out On The Rim (1987) Publié en français sous le titre Les Faisans des îles, traduit par Jean-Patrick Manchette, Rivages/Thriller, 1991 ; réédition, Rivages/Noir no 125, 1992
- The Fourth Durango (1989) Publié en français sous le titre La Quatrième Durango, traduit par Jean-Patrick Manchette, Rivages/Noir no 171, 1993
- Twilight at Mac's Place (1990) Publié en français sous le titre Crépuscule chez Mac, traduit par Jean-Patrick Manchette et Michel Lebrun, Rivages/Noir no 276, 1997
- Voodoo, Ltd (1992) Publié en français sous le titre Voodoo, Ltd., traduit par Jean-Patrick Manchette, Rivages/Noir no 318, 1999
- Ah, Treachery ! (1994) Publié en français sous le titre Traîtrise !, traduit par Jean Pêcheux, Rivages/Noir no 317, 1999

### Nouvelle
- Missionary Stew (1983) Publié en français sous le titre Ragoût de missionnaire, dans Le Nouveau Noir, tome 2, Paris, Gallimard, coll. La Noire, 1997

## Cinéma
The Procane Chronicle fut adapté au cinéma en 1976 par Jack Lee Thompson sous le titre St. Ives (Monsieur Saint-Ives en France) avec Charles Bronson et John Houseman.
Ross Thomas est le coscénariste du film Hammett de Wim Wenders, dans lequel il figure brièvement.
Il écrivit ensuite l'histoire du film Bound by Honor (1993) de Taylor Hackford (sorti en France sous le titre Les Princes de la ville) et le scénario du film Bad Company (1995) de Damian Harris avec Ellen Barkin et Laurence Fishburne sorti en France sous le titre Duo mortel.